# Telepass

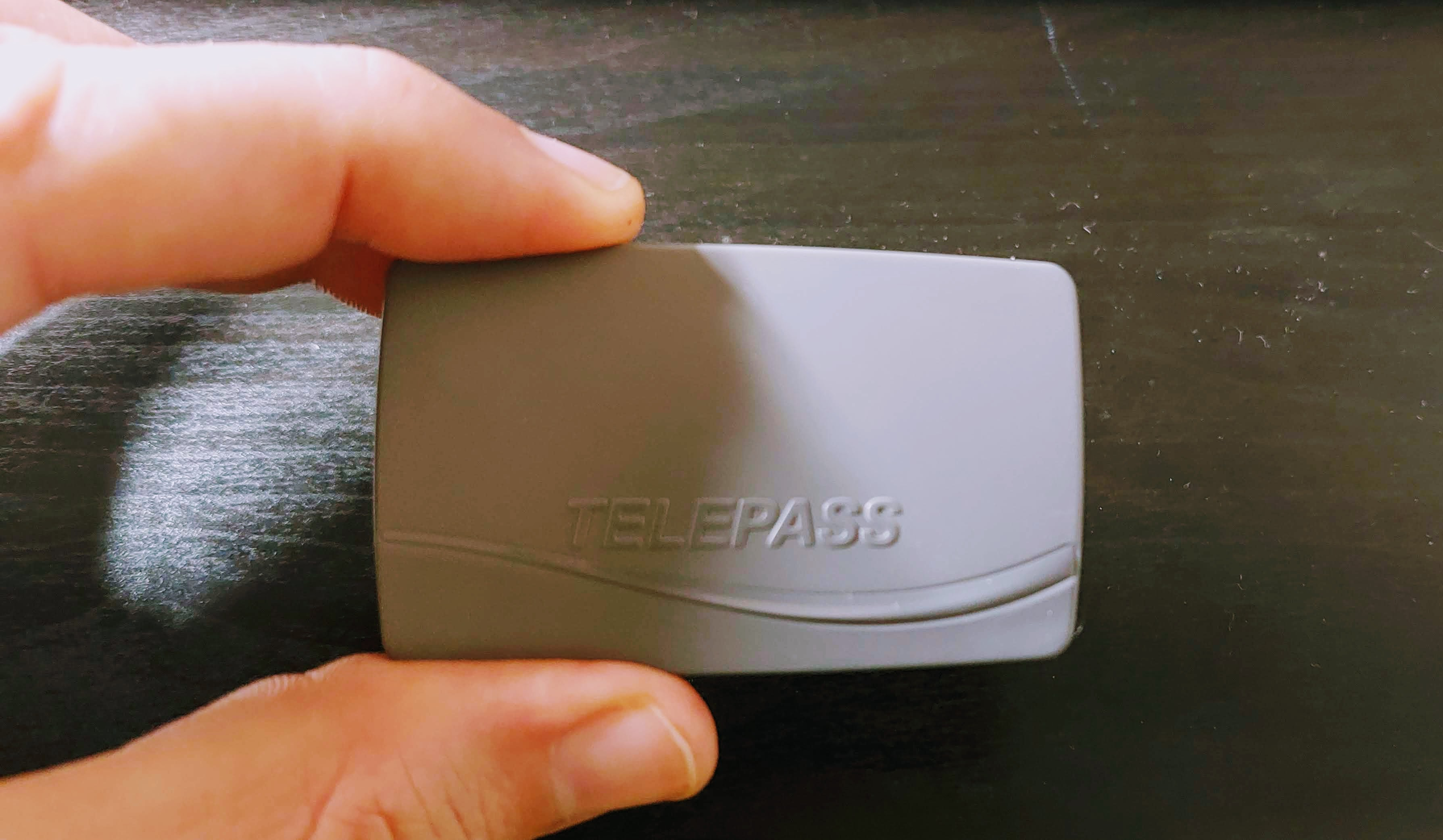
Un dispositivo Telepass di terza generazione. Introdotto nel 2019, (denominato anche Slim), datato 2022. Si notano le dimensioni ridotte rispetto ai dispositivi precedenti.

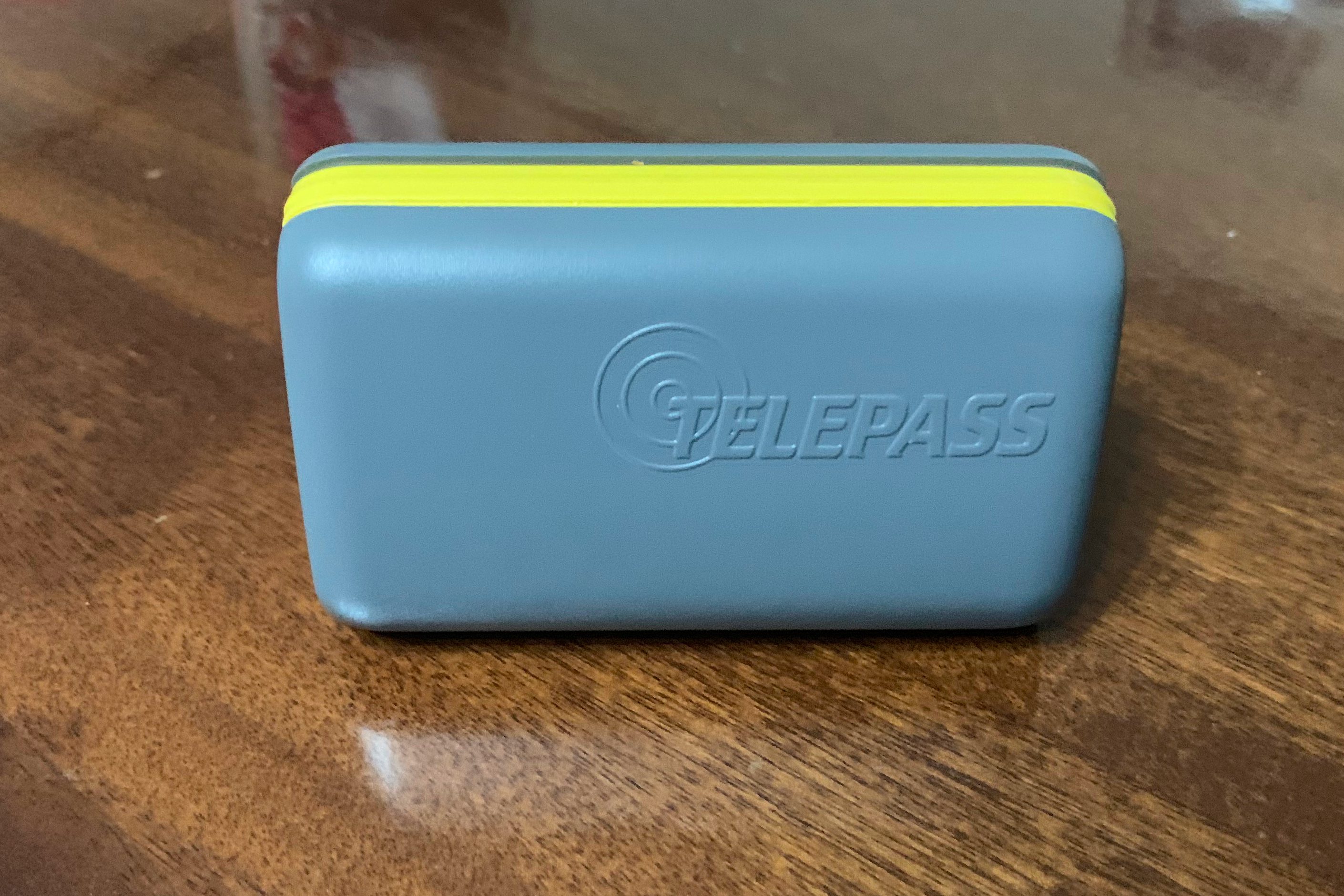
Un dispositivo Telepass di seconda generazione. Utilizzato in larga scala su molti autoveicoli. È il modello più diffuso tra i tanti ed è rimasto in produzione fino al 2019.

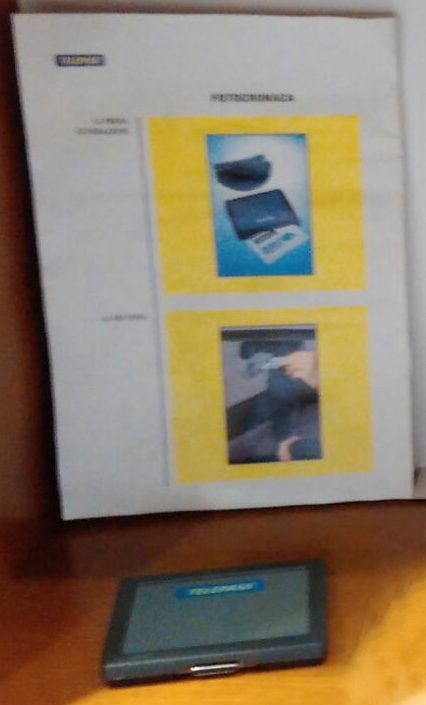
Un dispositivo Telepass di prima generazione.

Telepass è un sistema di riscossione del pedaggio autostradale con l'utilizzo del telepedaggio, gestito da Telepass S.p.A., parte del gruppo Mundys.
Il sistema funziona attraverso un apparato progettato e prodotto in house, introdotto in Italia nel 1989 da Società Autostrade Concessioni e Costruzioni S.p.A. (oggi Mundys). Tutt'oggi rimane un prodotto in house realizzato e testato dalla stessa Autostrade per l'Italia via la sua controllata Movyon, e forniti attraverso la società Telepass. Entrambi le società esercitano la proprietà degli apparati (e del relativo noleggio con obbligo di restituzione alla chiusura del contratto) ad esclusione dei dispositivi Telepass Ricaricabile che, una volta acquistati, rimangono di proprietà del cliente senza obbligo di restituzione.
Inizialmente installato sulla tratta tra Calenzano - Sesto Fiorentino e Firenze nord in via sperimentale, è stato installato in un primo tempo sull'Autostrada A1 nei caselli delle principali città italiane (Milano, Roma e Napoli) in occasione del Mondiale di calcio 1990; in seguito l'implementazione si è estesa a tutti i caselli della rete autostradale nazionale di tutti i gestori. In origine vincolato al singolo veicolo e destinato all'utenza business, dal 1998 è stato esteso alla clientela privata e dal 2005 il servizio è stato abilitato anche per le motociclette.
Attualmente con il Telepass è possibile pagare anche il pedaggio per il traforo ordinario dello Zovo, per i parcheggi degli aeroporti di Bari Palese, Brindisi Casale, Napoli Capodichino, di Milano Malpensa, Linate, Pisa, Torino Caselle, Roma Fiumicino, Bologna e Catania, Aeroporto di Venezia-Marco Polo, la fiera di Bologna, l'ospedale "Dell'Angelo" di Mestre e per la ZTL di Milano. Negli ultimi anni, molti parcheggi a pagamento in diverse città italiane hanno iniziato ad accettare come modalità di pagamento il dispositivo Telepass, sia nel caso di autorimesse che di parcheggi su strada (questi ultimi però non necessitano dell'apparato ma bensì dell'applicazione omonima per gestire l'effettivo tempo di sosta).
Dal 2015 è possibile utilizzare Telepass per acquistare e ritirare i biglietti dei traghetti Caronte & Tourist sullo Stretto di Messina tra Messina e Villa San Giovanni tramite piste dedicate e senza passaggio in biglietteria.
Dal 2016 è attiva l'app omonima per i servizi di mobilità, per la gestione dell'apparato e delle fatture.
Dallo stesso anno è attivo il servizio Telepass europeo per i mezzi pesanti (superiori alle 3,5 tonnellate) e i bus. Inizialmente abilitato in Italia, Francia, Spagna, Portogallo e Belgio, al 2024 il servizio risulta attivo in 17 paesi: Italia, Francia, Spagna, Portogallo, Belgio, Polonia, Austria, Germania, Danimarca, Svezia, Norvegia, Ungheria, Svizzera, Bulgaria, Croazia, Slovenia e Slovacchia oltre che utilizzabile per i parcheggi convenzionati in Italia, Francia e Spagna e per il traghettamento sullo stretto di Messina.
Dal 2018 è attivo il servizio Telepass europeo per le auto, valido in Italia, Francia, Spagna e Portogallo ed anche nei parcheggi convenzionati delle principali città dei suddetti paesi. Dal 2023 è attivo anche in Croazia (esclusi i parcheggi).

## Storia e tecnica dell'apparecchio

Logo in uso fino al 2021

Logo in uso dal 2021

ll primo prototipo fu sviluppato dal 20 dicembre 1986 fino al 17 aprile 1987, in tempi di record da soli tre progettisti (uno hardware e due software, allora solo 24-25enni), dipendenti di Sixcom, azienda del gruppo Olivetti. La presentazione del sistema fu fatta davanti ai direttori della Società Autostrade e dell'Olivetti, battendo sul tempo la Marconi, azienda inglese che, in tempi successivi, fornì la tecnologia delle antenne.
Il prototipo originale del Telepass aveva una forma rettangolare leggermente più grande e piatta, leggeva carte senza contatti AT&T e avrebbe dovuto rendere possibili anche i pagamenti nelle aree di servizio. Il sistema attuale è basato su una tecnologia di transponder, antenna passiva che, eccitata via radio da un'antenna attiva (boa), comunica con quest'ultima. All'avvicinarsi al casello autostradale, la prima boa accende il Telepass e lo prepara per la comunicazione con le altre due. La seconda boa riconosce l'apparato sull'automezzo, trasmettendone i dati alla rete autostradale che fa alzare la sbarra. La terza boa chiude e conferma il passaggio. Le tre boe e il sistema a terra sono collegati con la sbarra con delle telecamere digitali e la rete autostradale, e il passaggio in entrata viene inviato al sistema informatico autostradale in modo da poter accettare lo stesso apparato al casello in uscita e poter calcolare l'importo del pedaggio in base al percorso eseguito. Più tardi i dati verranno elaborati e verrà spedito l'estratto conto.
L'Italia è stato il primo Paese al mondo a implementare un telepedaggio completo in autostrade su scala nazionale nel 1989. Telepass, il marchio del telepedaggio di Mundys (poi ASPI, successivamente Telepass S.p.A.), è stato progettato dal Dott. Ing. Pierluigi Ceseri e dal Dott. Ing. Mario Alvisi e comprendeva una classificazione dei veicoli in tempo reale completamente operativa e l'esecuzione delle operazioni tramite telecamere interconnesse con il PRA (Pubblico Registro Automobilistico) attraverso una rete di oltre 3.000 km di fibre ottiche. Telepass ha introdotto il concetto di interoperabilità del telepedaggio perché è riuscito ad interconnettere 24 diversi operatori autostradali italiani consentendo agli utenti di viaggiare tra diverse aree di concessione e pagando solo a fine viaggio. Il Dott. Ing. Mario Alvisi è considerato il padre del telepedaggio autostradale a livello mondiale, perché non solo ha co-progettato Telepass, ma è stato in grado di renderlo il primo sistema di telepedaggio operativo standardizzato al mondo come standard europeo nel 1996 ed ha agito come consulente per l'implementazione di telepedaggio in molti paesi compresi Giappone, Stati Uniti, Brasile.

## Descrizione

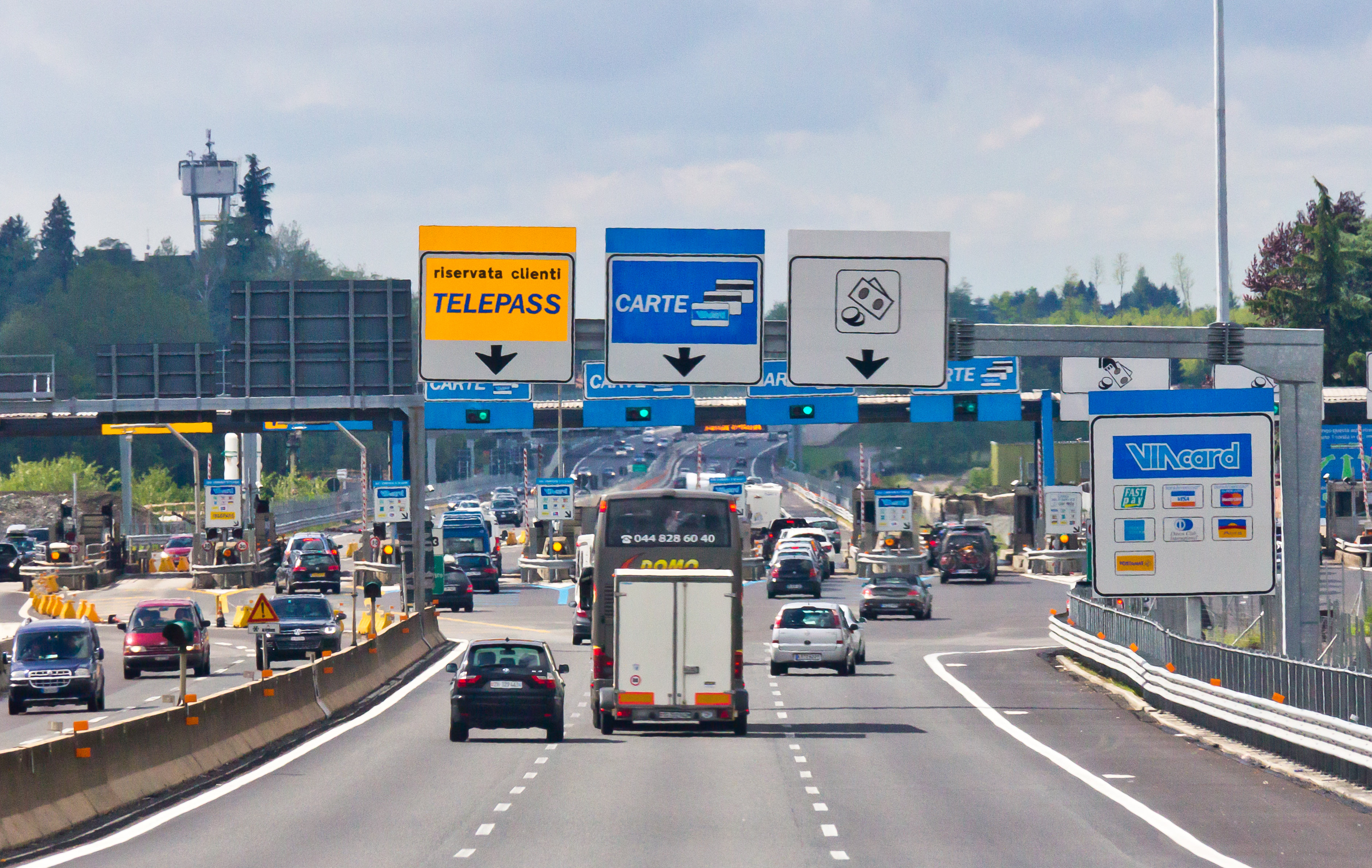
Sistemi Telepass e Viacard sull’autostrada A9, Casello di Como Grandate

### Caratteristiche tecniche
Dal punto di vista tecnico si compone di un sottosistema di terra (RSE: Road Side Equipment) e di un apparato di bordo (OBU: On Board Unit), composto da un transponder da tenere sul parabrezza anteriore dell'auto nella zona dello specchietto retrovisore (tenendolo fissato a un supporto incollato sul vetro).
Essendo un sistema DSRC a 5,8 GHz, il transponder (OBU) non ha un oscillatore locale per comunicare con il RSE, ma sfrutta la portante emessa dall'RSE stessa.
È un sistema RFID semi-attivo, ovvero dotato di alimentazione autonoma tramite batterie nell'unità di bordo o tramite il collegamento alla batteria dell'auto e acceso solo in prossimità del gate autostradale. In alcune varianti, può anche essere dotato di display per trasmettere informazioni addizionali, anche se questo si effettua solitamente solo con servizi riservati agli autotrasportatori professionali o nel caso di Telepass ricaricabile.
Opera secondo la normativa UNI-10607 del 1996, affiancata nel 1999 da una normativa europea (ETSI ES 200 674-1).

### Funzionamento
Il funzionamento pratico è relativamente semplice: quando il veicolo dotato di Telepass transita lungo la corsia riservata agli apparati di telepedaggio al casello, un impianto ottico (CTV) riconosce il tipo di veicolo e attiva l'emissione del segnale da parte dell'apposito apparato trasmettitore.
L'impianto di bordo risponde alla "chiamata" del dispositivo a terra, ritrasmettendo un codice identificativo univoco; per segnalare che l'operazione si e svolta correttamente, l'apparato di bordo emette due segnali acustici. La centralina a terra registra il passaggio del veicolo identificato e dà ordine di sollevare la sbarra.
In caso di mancato dialogo tra le due parti del Telepass e di conseguente mancato sollevamento della sbarra, una volta richiesta assistenza con il pulsante posto nella colonnina presente in pista, una videocamera filma e fotografa la targa del veicolo, per poter risalire all'autore del transito non autorizzato o del passaggio non riuscito. In ogni caso, un secondo impianto ottico provvede alla conferma della classificazione del tipo di veicolo e alla sua categorizzazione in una delle cinque classi tariffarie. 
Tutta la transazione avviene in pochi decimi di secondo, evitando al conducente di doversi fermare. L'unico vincolo è il dover procedere abbastanza lentamente (il limite è fissato a 30 km/h) in modo da dare il tempo agli apparati di scambiare i segnali necessari per eseguire e mandare l'esazione al sistema di interscambio di Autostrade per l'Italia.

Segnale di indicazione corsia riservata al telepedaggio per il passaggio con Telepass.

L'eliminazione di qualsiasi operazione di pagamento manuale e dei conseguenti tempi di fermata e ripartenza velocizza notevolmente lo scorrimento e riduce la probabilità che si formino code e ingorghi, annullando i tempi di attesa anche rispetto a Viacard. Il pagamento del pedaggio viene addebitato automaticamente sul conto corrente dell'intestatario del contratto (che deve dichiararne i dati) e fatturato a scadenze regolari, semplificando anche la gestione amministrativa di chi usa l'auto come strumento di lavoro.

## Telepass ricaricabile
È un servizio attivo dal 2006 su tutte le autostrade a pedaggio della Sicilia e in alcuni tratti autostradali della Campania.
Il dispositivo per fruire del servizio deve essere acquistato dall'automobilista e, pertanto, non è previsto un costo di noleggio e non deve essere necessariamente titolare di conto corrente o carta di credito.
A differenza del Telepass tradizionale, il Telepass ricaricabile, pur funzionando con la stessa tecnologia, presenta un display attivabile con la pressione di un pulsante, che consente di controllare il credito residuo e altre informazioni connesse al suo corretto funzionamento.
I veicoli dotati di Telepass Ricaricabile accedono all'autostrada attraverso le stesse porte riservate agli apparati di telepedaggio, ma l'addebito dei costi non è posticipato sul conto corrente o sulla carta di credito di appoggio: avviene scalando un credito prepagato, come per i telefoni cellulari senza abbonamento. I tagli di ricarica previsti sono da 25, 50 e 75 €; il costo di ricarica è gratuito nei Punto Blu oppure on line sul sito Telepass, oppure 1 € ogni 24 € di pedaggio in caso di ricarica nelle tabaccherie Sisal abilitate.
Al momento dell'avvio della sperimentazione, il Telepass ricaricabile aveva un costo di 55€ IVA compresa. Nel corso dell'estate 2012 è stato offerto in promozione a 49€ comprensivi di 10 € di pedaggio prepagato. Tuttavia per l'attivazione, che comporta comunque la sottoscrizione di un contratto, è obbligatorio fare una ricarica di almeno 25€ di credito.
Pertanto al consumatore che opta per questa soluzione è richiesto un costo iniziale minimo di 74€.
Pertanto il costo del solo apparecchio è di 39€, escludendo l'acquisto "obbligatorio" di 35€ di credito. Rispetto agli attuali costi di noleggio del dispositivo tradizionale, la somma iniziale verrà recuperata dopo 32 mesi dall'acquisto.
I tratti autostradali nei quali è utilizzabile, a distanza dell'anno in cui è entrato in funzione, sono rimasti i seguenti:
- A56 Tangenziale di Napoli - per intero[27];
- A1 Napoli - Milano - solo nel tratto compreso tra Napoli e Caserta Sud;
- A16 Napoli - Canosa di Puglia - solo nel tratto compreso tra Napoli e Pomigliano d'Arco;
- A3 Napoli - Salerno - per intero;
- A18 Messina - Catania - per intero;
- A20 Messina - Palermo - per intero.

Il servizio è garantito dalla dotazione di uno speciale apparecchio con display che indica sia il costo del pedaggio, sia (tramite l'uso di un pulsante) il credito aggiornato dopo ogni passaggio sotto le barriere; quest'apparecchio, anziché essere consegnato in comodato d'uso dal "Punto Blu" come il Telepass tradizionale, va acquistato e rimane di proprietà del cliente.
Per ricaricare il credito (senza costi aggiuntivi) è sufficiente andare sul sito Telepass oppure presso i Punti Blu presenti nelle zone interessate. Nelle tabaccherie oppure ricevitorie del Lotto abilitate, unitamente alla somma da ricaricare, si deve esibire una "card" identificativa col codice a barre dell'apparecchio contenuta nella confezione del dispositivo ed è previsto un costo di 1 euro, che viene addebitato dalla somma totale della ricarica effettuata.
La società Autostrade per l'Italia (allora ancora parte del gruppo Atlantia) inizialmente ha comunicato di volerlo estendere in tutta Italia (poi rimpiazzato da un servizio simile, il Pay Per Use), successivamente ha comunicato che i dispositivi già attivi continueranno comunque a funzionare, ma dal 25 ottobre 2021 sono sospese le vendite su tutto il territorio nazionale di nuovi apparati Telepass Ricaricabile.
È prevista la dismissione dell'apparato Telepass Ricaricabile per la autostrada A56 (tangenziale di Napoli) dove quest'ultimo verrà sostituito dalla rilevazione targa in ottica della Dematerializzazione Telepass Ricaricabile «Conto Targa ed Evoluzione alla Pista 2.0». Dal 2 luglio 2024 tale sistema entra in vigore sperimentalmente e sostituisce in maniera parziale l'apparato di bordo. Tale sistema non richiede l'utilizzo di un apparato di bordo ma semplicemente il collegamento della targa ad un portafoglio virtuale che va ricaricato prima dell'utilizzo e si transita nelle corsie di telepedaggio (indicate col simbolo ) col rilevamento dinamico della targa che solleva la sbarra e scala il credito presente nel portafoglio virtuale.

## Telepass Pay Per Use
È un servizio attivo dal 2021 che a differenza del Telepass ricaricabile è utilizzabile per pagare il pedaggio su tutte le autostrade italiane, compresi il pagamento di parcheggi e Stretto di Messina.
Come per i contratti base, anche il medesimo ha un costo di noleggio per il dispositivo, il quale è il nuovo dispositivo slim con colorazione a piacere. L'attivazione iniziale ha un costo di 10 euro una tantum (salvo modifiche oppure offerte del momento).
Fino al 30 giugno 2024 il costo era di 2,50 euro al mese con fattura ogni fine mese. Il canone è applicato solo se il dispositivo viene utilizzato nel mese solare almeno una volta, altrimenti non ha alcun costo.
Dal 1º luglio 2024 a seguito delle modifiche unilaterali dei contratti il costo è di 1 euro al giorno con fattura nelle 24 ore successive dal primo transito. Il canone è applicato solo se il dispositivo viene utilizzato durante il giorno almeno una volta, altrimenti non ha alcun costo.